# Élections législatives kazakhes de 1984
Des élections législatives se sont tenues au Kazakhstan en 1984.